# Aianes
Aianes (altgriechisch Αἰάνης Aiánēs) ist eine Person der griechischen Mythologie.
Er ist der Sohn des Amphidamas aus Lokris, vom jugendlichen Patroklos wird er nach einem Würfelspiel im Zorn erschlagen. In Homers Ilias trägt der Sohn des Amphidamas noch keinen Namen, ein solcher wurde ihm erst von späteren Schriftstellern beigegeben, von denen er teilweise auch unterschiedliche Namen erhielt.
Strabon schrieb ihm ein bei Opus gelegenes Heiligtum namens Aianeioin und eine Quelle namens Aianes zu, wahrscheinlich handelte es sich dabei jedoch um Kultstätten des in Lokris verehrten Aias, dessen aiolosche Deklination Strabon nicht bekannt war, und der die Kultstätten deshalb Aianes zuschrieb.